# Pinus cembra
Il pino cembro (Pinus cembra L., 1753), detto anche semplicemente cembro o cirmolo, è un albero sempreverde aghifoglie del genere Pinus che vive sulle Alpi. Il suo legno è molto pregiato ed è usato in modo particolare per le sculture (per esempio, in val Gardena). È l'unico pino a 5 aghi spontaneo in Europa.

## Morfologia

### Portamento
È un albero che può essere alto fino a 25 metri, anche se di solito non supera i 15, con chioma cilindrico-conica. È una specie longeva.

### Corteccia
La corteccia si presenta grigiastra, sottile e liscia con tracce di resina nelle parti giovani, nelle parti adulte appare rugosa, screpolandosi in piccole placche con fessure rosso brunastre.

### Foglie

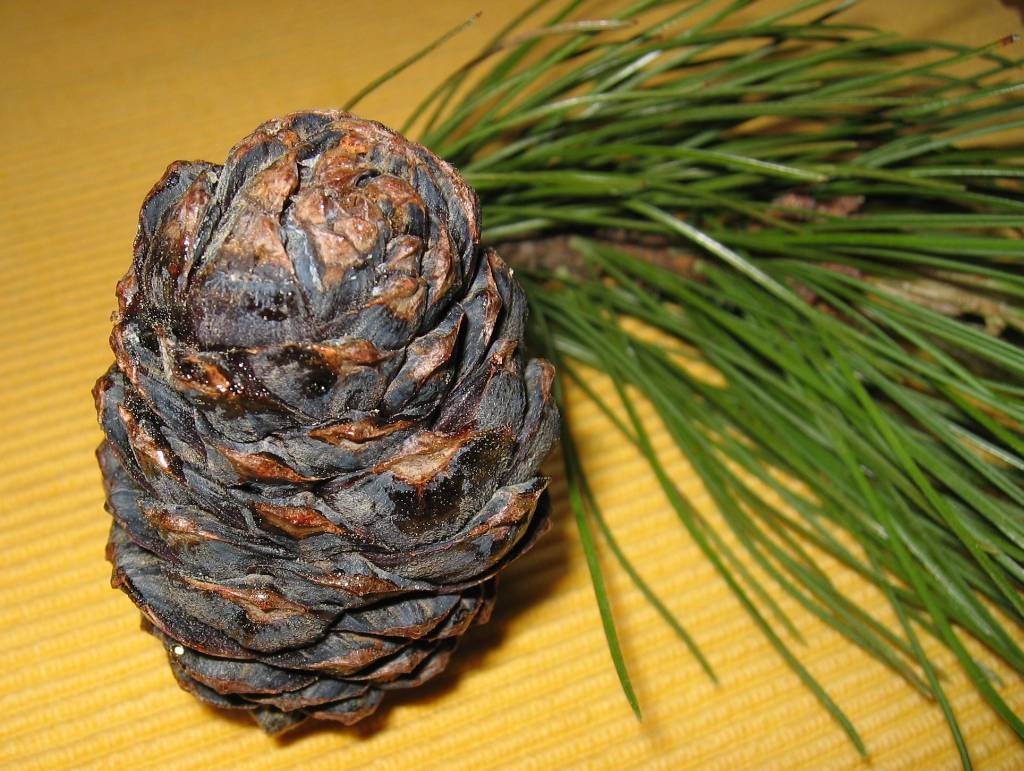
Strobilo di Pinus cembra

Sono aghiformi e raccolte in mazzette da 5, gli aghi sono lunghi 5–8 cm, di colore scuro sulla parte superiore e grigiastro su quella inferiore. Le foglie sono simili a quelle del Pinus Pinea.

### Coni o strobili

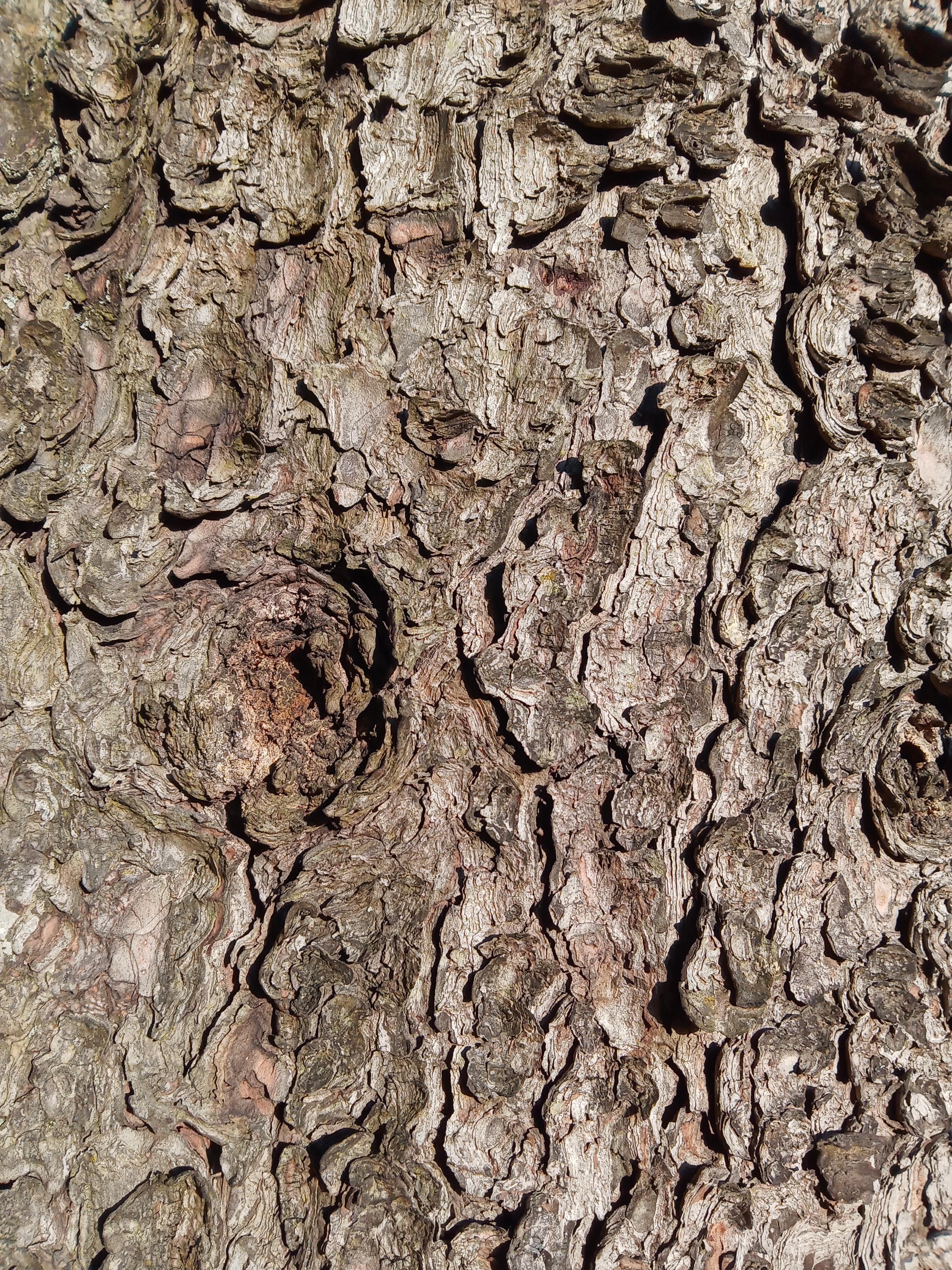
Corteccia di albero di mezza età

Indicati anche come sporofilli, maturano da giugno a metà agosto, sono lunghi 4–10 cm. 
- Macrosporofilli o coni femminili sono ovoidali, eretti, di colore dal rosa al violetto, peduncolati.
- Microsporofilli o coni maschili sono di colore rosso, disposti in gruppi all'apice dei rami.

Le pigne (coni femminili dopo la fecondazione) cadono intere e non aprono le squame. I semi vengono liberati dall'azione di animali, per esempio, la nocciolaia. I semi (chiamati comunemente pinoli) sono provvisti di tegumenti duri e legnosi.

## Distribuzione e habitat
Specie montana, l'areale è disgiunto: quello principale in Siberia centrale, disgiunzioni sull'arco alpino più due zone nei Balcani e in Europa centrale. 
Cresce dai 1200 metri di quota fino al limite superiore dei boschi di conifere subalpini, trovando condizioni ottimali tra i 1600 e i 2100 m di altitudine. Predilige suoli a reazione acida, ma può vivere anche su substrati calcarei acidificati o dilavati in superficie dall'azione delle acque meteoriche.
Può formare boschi misti con l'abete rosso, con il larice o boschi puri, particolarmente pregiati, come il famoso bosco dell'Alevè della valle Varaita, nelle Alpi Cozie.
In Piemonte è presente sulle Alpi Cozie e Marittime (nelle valli Varaita, Gesso, Maira, Stura, Susa, Chisone, Pesio); è raro in val Sesia e Ossola. Forma cembrete pure (1.500 ettari) e miste al larice (3.500 ettari) o con abete rosso; in passato eliminato per far spazio a lariceti pascolati, oggi è in lenta ripresa. In Lombardia è molto diffuso nel Bormiese e nel Livignasco, dove forma sia boschi misti con il larice sia boschi puri, come la cembreta di Valfurva, mentre è presente solo in boschi misti nell'alta val Chiavenna, val Malenco, alta val Camonica e Adamello, raro sulle Orobie. In Trentino è diffuso perlopiù in boschi misti in alta val di Pejo, val di Fumo, alta val di Fassa, val Travignolo e catena del Lagorai. È presente inoltre sul massiccio del Pasubio, unica stazione delle Prealpi. In Alto Adige è presente in tutta la provincia, ma forma boschi puri soprattutto sulle Dolomiti in val Gardena, val Badia e alta Pusteria. Nel Veneto non forma mai boschi puri ma misti con il larice e l'abete rosso, spingendosi a est fino alla conca di Misurina e a sud fino ai passi Giau, Falzarego, San Pellegrino e Valles. Manca nei boschi del Friuli in conseguenza del clima umido delle Alpi Carniche e Giulie.

## Usi

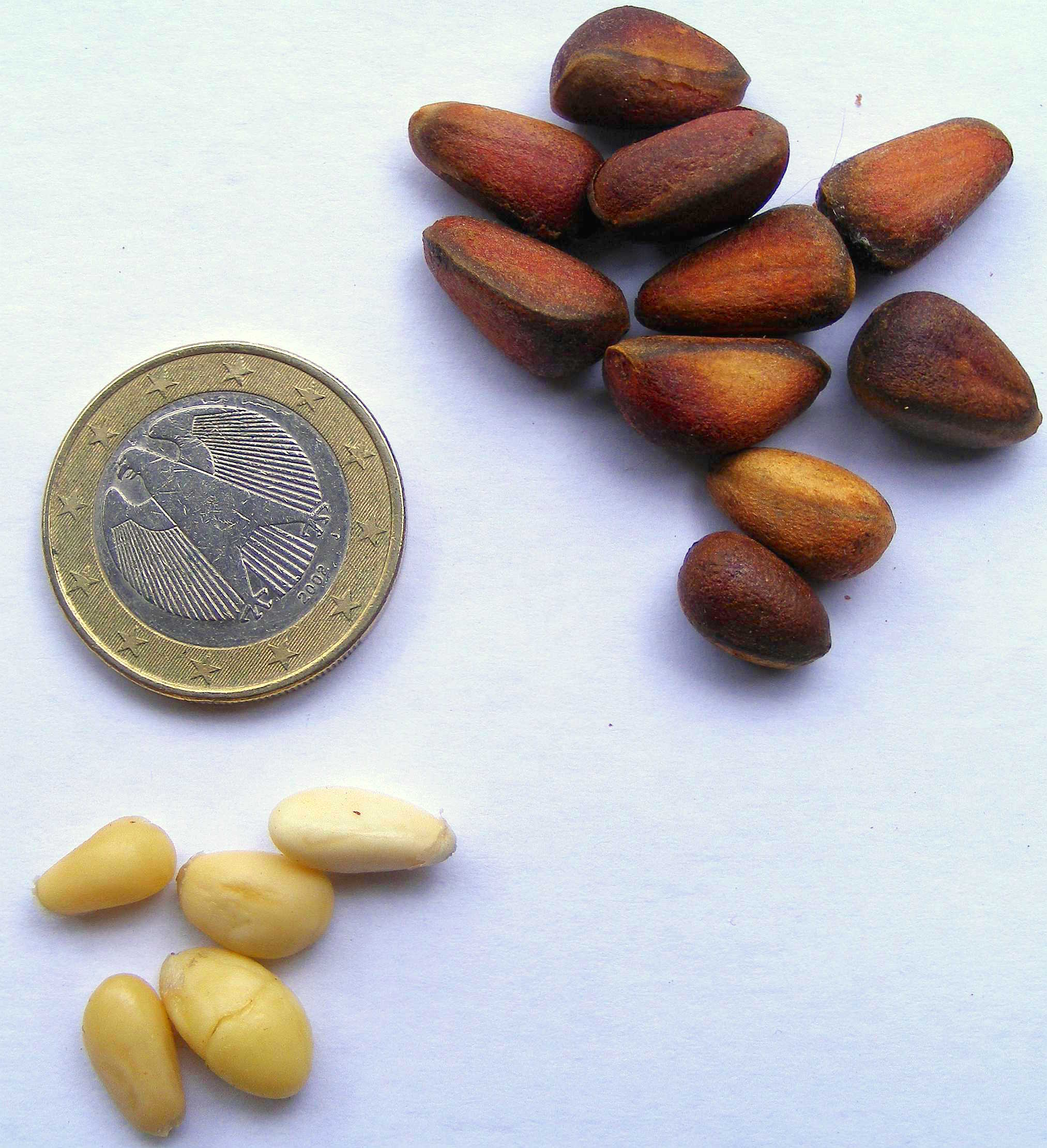
Pinoli di cembro sgusciati e da sgusciare

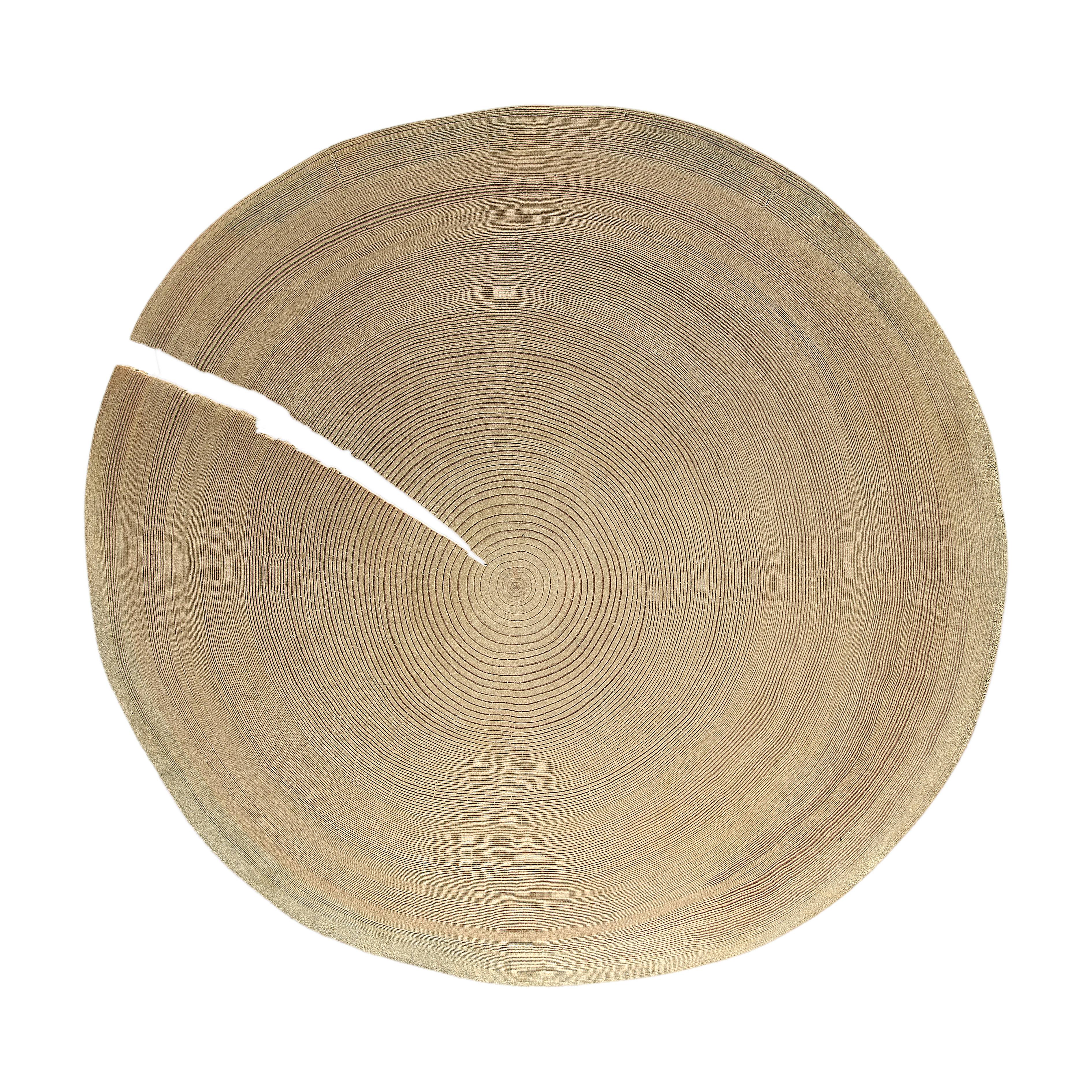
Pinus cembra

- Viene impiegato nei rimboschimenti di protezione e negli interventi di recupero ambientale e consolidamento di versante.
- Buona essenza usata per sculture e una delle principali per quanto riguarda l'intaglio in Italia.
- Usato talvolta nei parchi come ornamentale, in particolare dove il clima è di tipo temperato-freddo.
- I pinoli sono commestibili e vengono usati per preparazioni alimentari, per esempio lo strudel tirolese.
- Le pigne resinose del cirmolo vengono sottoposte, nella zona alpina, a infusione in alcool, al fine di ottenere un liquore atto ad essere consumato come digestivo e presentante proprietà balsamiche.

## Differenze con specie simili
I 5 aghi permettono di distinguere questo pino dagli altri presenti nelle stesse zone. Nei parchi cittadini solo il pino dell'Himalaya e il pino strobo hanno mazzette altrettanto numerose, ma le loro pigne sono molto più lunghe (15–30 cm) e gli aghi stessi sono più lunghi di 8–16 cm. Ha pinoli simili al pino domestico con il quale solo difficilmente può essere confuso in quanto occupano spazi molto diversi.